# Билайн М2
Билайн М2 — планшетный компьютер российской сотовой компании ОАО «ВымпелКом» (бренд «Билайн»), созданный китайской компанией ZTE на базе собственной модели ZTE Light. По заявлениям в СМИ, Билайн М2 является первым в мире планшетом брендированным оператором сотовой связи.

## Особенности модели
Билайн М2 поставляется без root-прав, то есть у пользователя ограничен доступ к ряду системных параметров Андроида. Кроме того, устройство по умолчанию работает только с SIM-картами от «Билайна». Однако если для получения root необходимо использовать специальные программы или менять «прошивку» (например, установить распространяемую свободно CyanogenMod), то разблокировать возможность использования sim-карт других сотовых компаний можно бесплатно и официально. По запросу, оператор выдаст специальный цифровой код.
К слову, при установке некоторых альтернативных прошивок, привязка к сети «Билайн» автоматически снимается, но при этом прекращается действие официальной гарантии на устройство.
На момент приобретения, на устройстве предустановлено около 10 программ, которые невозможно удалить стандартными средствами. Большинство из них связаны с платными сервисами «Билайна» («Анекдоты», «Гороскоп», «Курсы валют», «Музыка», «Новости» и другие). В контактной книжке Билайн М2 записано около 25 телефонных номеров, связанных как с сервисами «Билайна», так и с платными услугами сторонних контент-операторов. Их можно удалить с помощью стандартных средств Android, однако при каждом включении устройства они загружаются вновь.
Особенностью Билайн М2 является то, что можно получить консультации по его использованию на «горячей линии» «Билайна»: 0611 (с сотовых номеров в данной сети) или (495) 974-88-88. Однако операторы поддержки не консультируют по вопросам пользования установленной в брендовом планшете ОС Android. К планшету не прилагается справочник пользователя Android, нет его и в самом планшете.

## Недостатки Билайн М2
- Быстрая разрядка аккумулятора. Средняя продолжительность работы около 4 часов (только интернет и работа в программах)[5].

Недостатки, сохраняющиеся после установки с сайта «Билайна» Android 2.2 :
- Устройство не поддерживает Adobe Flash Player, что подтверждает техподдержка «Билайна». В результате невозможен просмотр видеотрансляций с сайтов, использующих Adobe Flash Player, в том числе — с сайтов «Первого канала» ТВ, «Эхо Москвы» (так называемый «Сетевизор»), «Радио Маяк» и других.
- Устройство не поддерживает звуковую интернет-трансляцию с сайтов радиостанций «Звезда», «Эхо Москвы», с сайта «Яндекс Музыка» и других.

## Интересные факты
- В «Руководстве по эксплуатации Билайн М2» устройство называется «Абонентская радиостанция Билайн М2»[6].

## Галерея

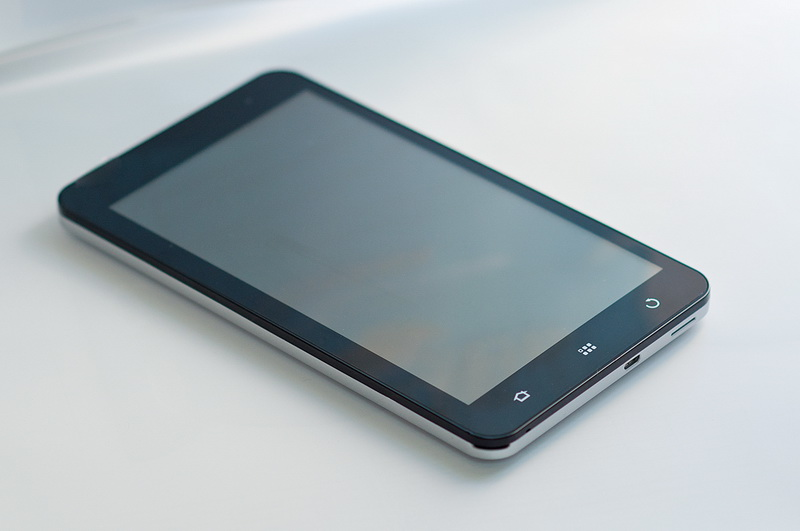
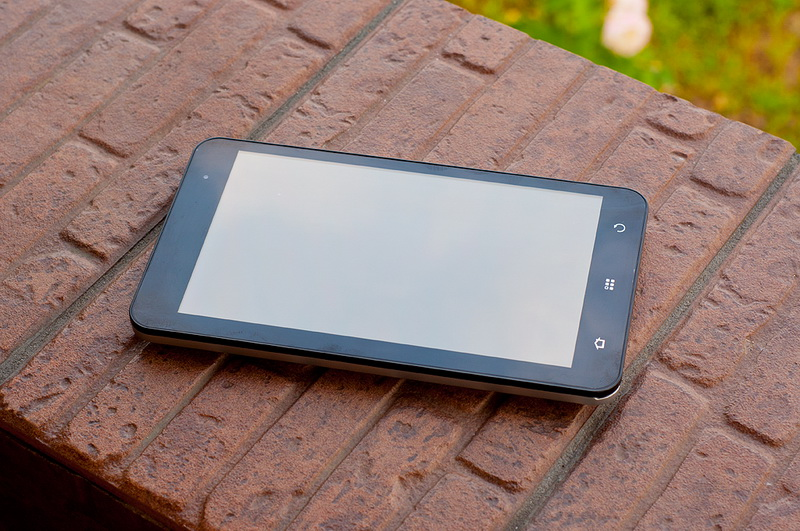
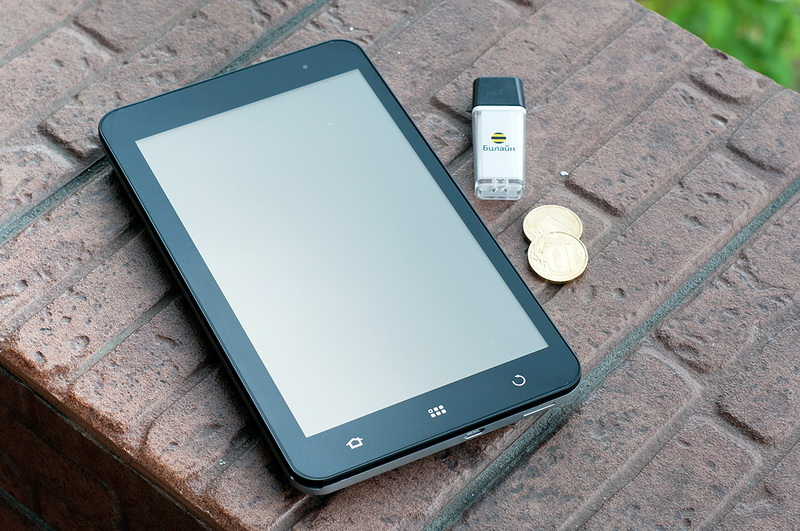
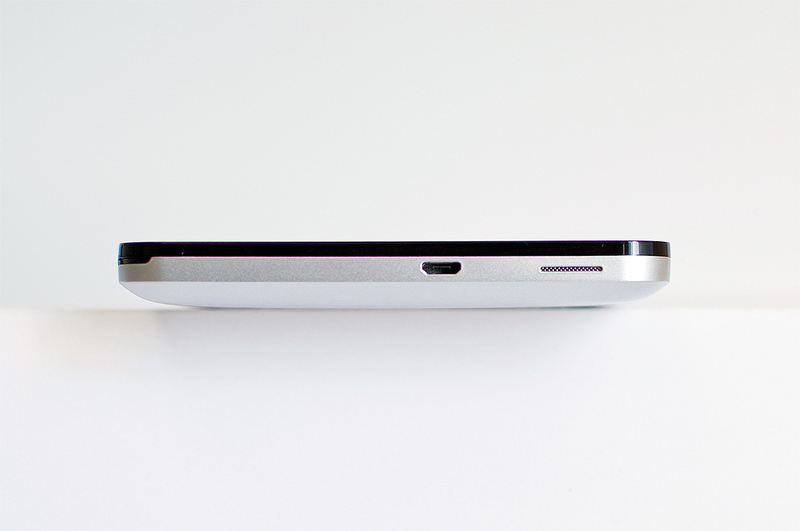
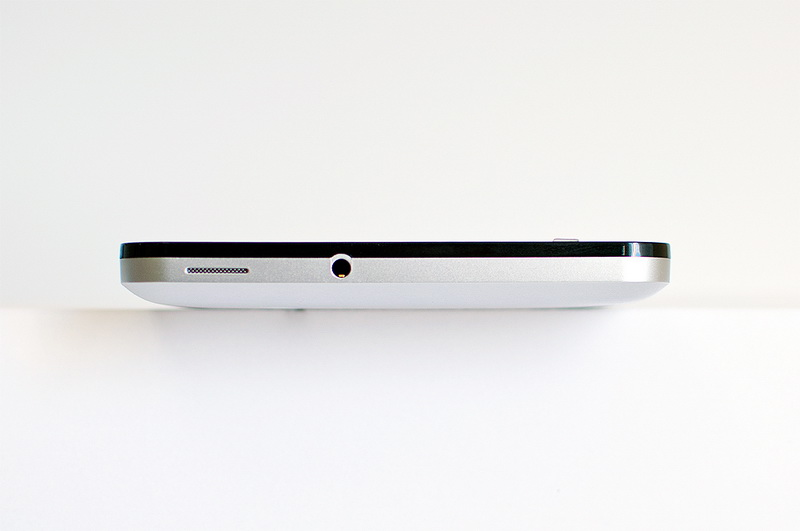
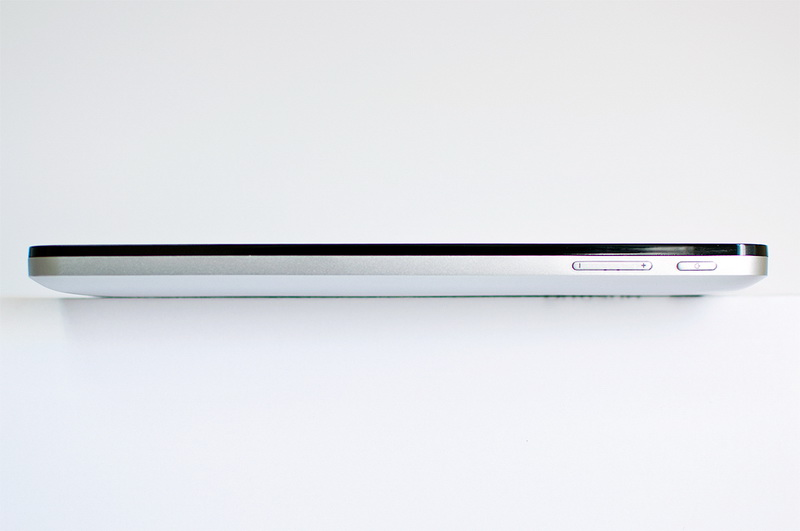
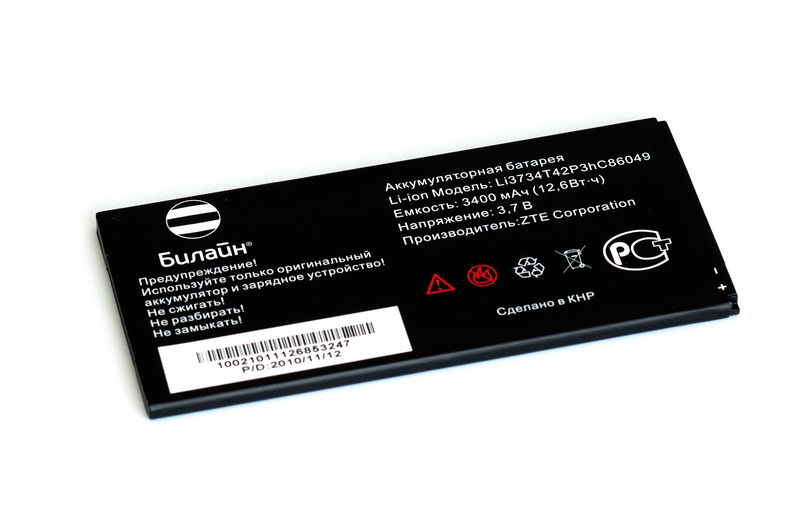
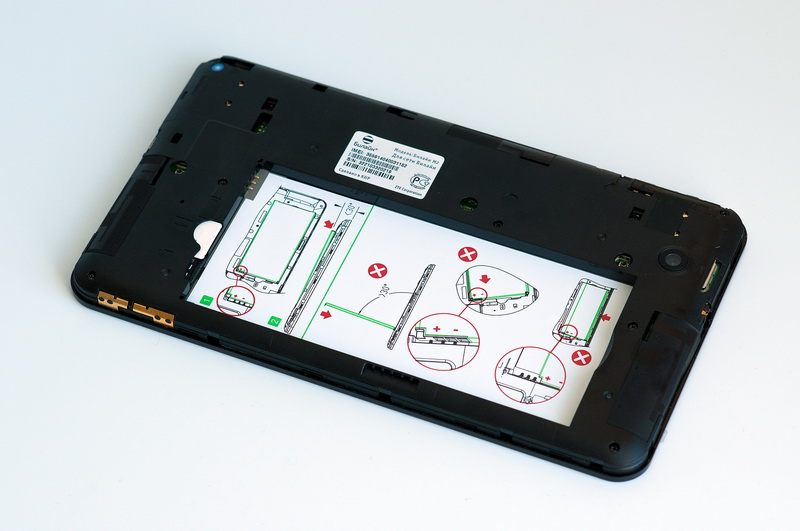
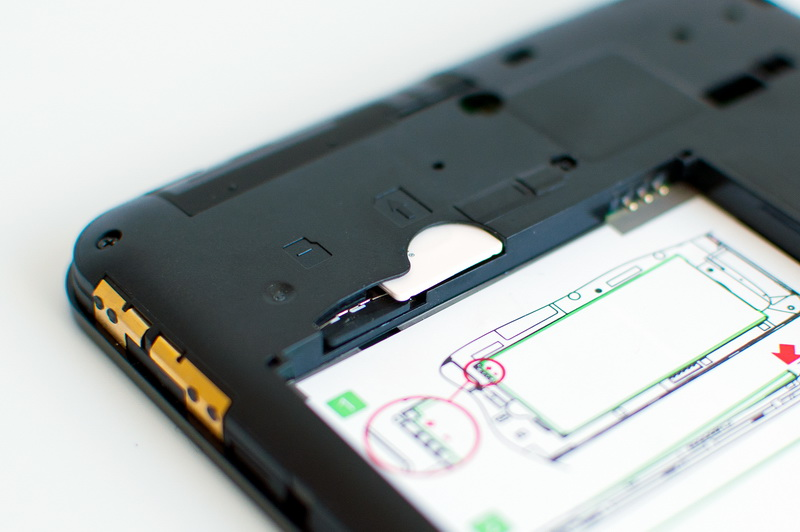